# Platinski lončić
Platinski lončić je vrsta laboratorijskog posuđa koje služi žarenju uzoraka na vrlo visoke temperature.
Lončić je obično od legure platine i iridija ili rodija, da bi bio tvrđi. Osjetljiv je na grebanje i ne smije se zagrijavati čađavim plamenom plinskog plamenika, jer bi postao krt. Užaren se smije hvatati samo platinskim kliještima. Čisti se koncentriranom klorovodičnom kiselinom, talinom natrijevog pirosulfata ili talinom natrijevog karbonata.